# 本多瑛未里
本多 瑛未里（ほんだ えみり、1982年12月17日 - ）は日本の女優。千葉県浦安市出身。

## プロフィール
4歳からクラシックバレエを始め、小学3年から劇団日本児童に所属、子役として舞台、CM、アフレコに多数出演。NHK-FMのラジオドラマで主演した「パイパテローマ〜南の果ての島〜」では文化庁芸術祭で大賞を受賞。芝居と平行してタップダンス、ジャズダンスを勉強。高校を卒業後、ニューヨークブロードウェイへダンス留学をし、シアターダンス、ヒップホップ、ラテンダンスなどハードなレッスンで力をつけ、2003年に帰国。
大の車好きで、2008年から三栄書房のチューニングカー雑誌『OPTION』や『ケータイOPTION』など関連サイトやイベントでレポーターとして活躍。ニコニコ動画生放送やユーストリームにも番組MCとして出演。LOTUS・ELISE、Audi・R8、Ferrari　ITALIA。日産FairladyZ スポーツカーが大好き。
現在、クラシックバレエの講師もしながら、舞台などで活躍中。

## 出演

### 映画
- 大停電の夜に（アスミック・エース源孝志監督）
- ほんとうにあった怖い話 〜着信2〜
- BS11開局記念ドラマ「ボディコン・コップ」（BS11）

### 舞台
- NewYorkCityOpera「シンデレラ」（オーチャードホール）
- 東宝ミュージカル「回転木馬」（帝国劇場）
- 「GANg」（博品館劇場）
- チョン・ミョンフン指揮 オペラカルメン（東京文化会館）
- D.K.HOLLYWOOD「RISK」（東京芸術劇場）
- D.K.HOLLYWOOD「BOILER MAKER」
- D.K.HOLLYWOOD「Chapter 0」
- 静（三越劇場）
- カフェ・モーツァルト
- Other
- 一人芝居「紅蓮の龍」（作・演出：藤岡清）

### アフレコ
- 「オーシャンガール」（メラ役） - NHK教育テレビ放送分
- 「インタビュー・ウィズ・ヴァンパイア」（クローディア役） - ソフト版
- 「小びとの森の物語」（エリザベス役）
- 「ファーストキッド」
- 「ブローン・アウェイ/復讐の序曲」（リジー）

ほか多数

### ラジオドラマ
- 「パイパテ・ローマ〜南の果ての島〜」（NHK-FM）主演
- 「つつじの里帰り」（NHK-FM）主演
- 「海辺の真っ白な街」（TOKYO FM）
- 「Dejavist」（Blue-Radio）

### 雑誌
- チューニングカー雑誌「Option」（三栄書房）
- 「ケータイOption」他、関連webサイトやイベント出演